# 海珠路 (廣州)

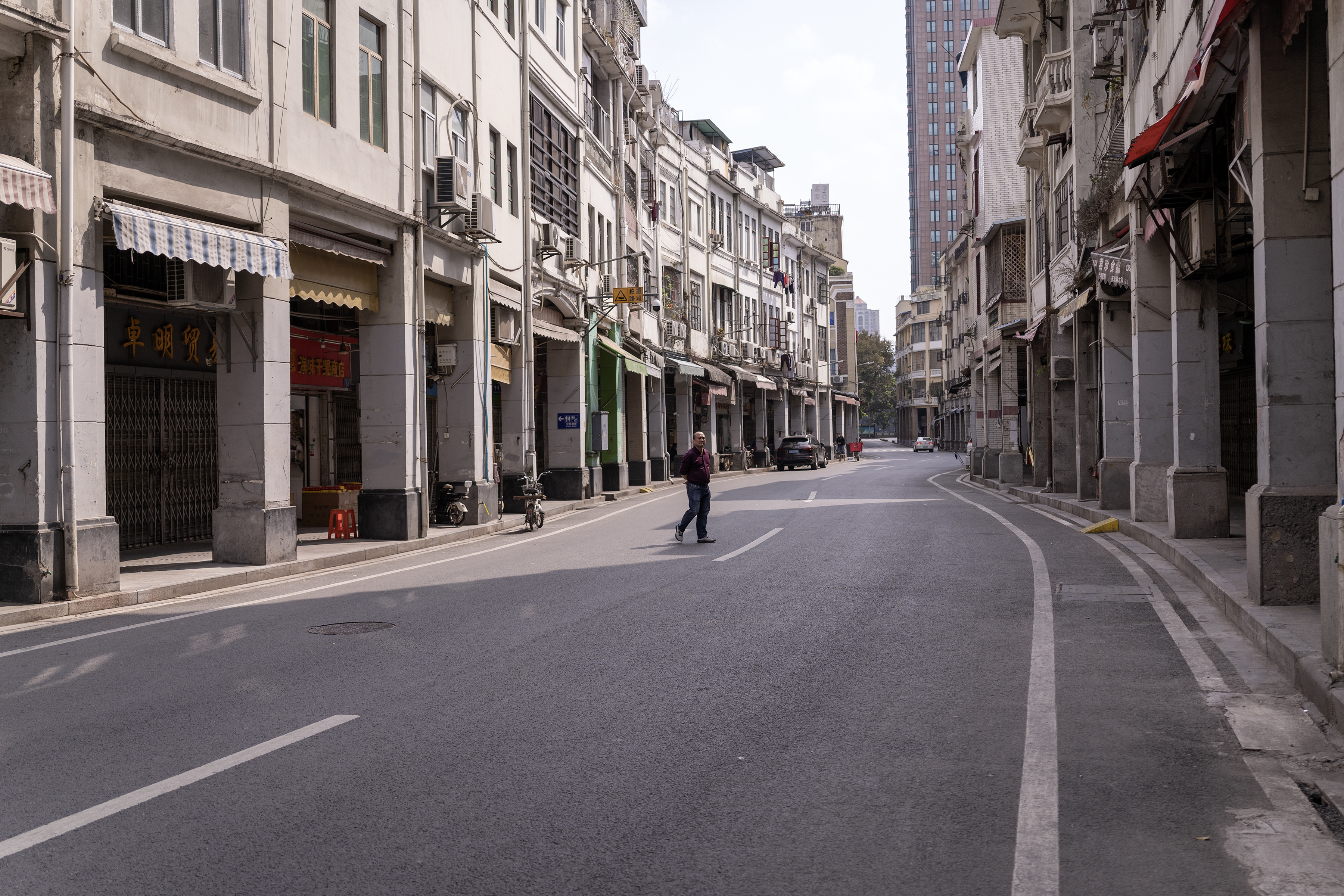
海珠南路

海珠路是中國廣州市越秀區的一條南北走向的道路，始建於1883年，位於中山六路以南，珠江以北，北至盘福路，南至沿江西路；西鄰人民路，東行達解放路，是广州舊城中心街道之一。
全路分南、中、北三段。由長堤大馬路至大德路路口為海珠南路，大德路往北至中山六路路口為海珠中路，往北至百靈路止為海珠北路。海珠路全長2325米，寬10米。其中海珠北路長633米、海珠中路長916米、海珠南路長776米，全程為北至南單行綫。

## 歷史
海珠路始建於1883年，因其南面起於珠江邊，面對海珠石而得名。1932年，市政府開馬路，拆官塘街、窦富巷擴建成爲海珠北路；擴建西濠街，及其東側的南濠窪地（渠道），合併仙羊街，建成海珠中路；拆板箱巷、油欄門與及油栏通津，築成海珠南路。

## 特色
海珠路貫穿越秀區南北，為典型的老城區道路，跨越廣州多個老牌市集。北路為空調配件市集，中路有舊貨市場、集郵市場，南路通往皮革用品、五金配件、以及海味和精品等多個批發市場，最南端則是沿江酒吧街的起步點，此路段亦保留了較完整的騎樓街。
在兩公里長的海珠路上，大大小小餐館數十家，其中以海珠中路的得心酒家，經營近150年，歷史最久。每逢周六周日，海珠中路一帶有天光墟，清晨時段有地攤賣舊貨，約早上10時結束。舊時海珠中路亦有廣州市唯一的兒童戲院，現已重建成賓館和桌球室，但老廣州仍會沿用兒童戲院作為地標。
海珠中路一帶古稱蕃坊，早於唐朝已成為大批阿拉伯商人聚居之處，自清朝起不少房子被滿人佔領。今天蕃坊之名雖已褪色，但該處仍然有滿族小學，毗鄰清真寺懷聖寺，加上市內規模最大的青年旅舍春田家家亦座落於海珠中路，路上仍然有大量外國人。經濟學家張五常兒時故居則位於海珠中路近杏花巷一帶，該樓房今天仍在。
其中海珠中路123號有俗稱「觀音樓」的明未建築，為王献夫幼時讀書的地方，清乾隆後由滿洲八旗官兵駐扎，改成「觀音樓」，供奉乾隆御賜的木雕鎏金觀音坐像，咸豐年間改稱「万善禅院」，最近一次重修是在1935年，更名為“妙吉祥室”，目前是廣州市滿族聯誼會會址。
海珠路接駁兩個地鐵站，包括地铁一号线西門口站和位於海珠南路與一德路交界處的地铁六号线一德路站。

## 與之交匯道路
道路顺序由南往北排列
- 长堤大马路
- 一德路
- 大新路
- 大德路
- 觀綠路
- 惠福西路
- 光塔路
- 中山六路
- 淨慧路
- 百靈路
- 盘福路

## 兩旁的主要建築物/機構
由南往北排列
- 廣東省中醫院
- 廣州市第一人民醫院
- 越秀區中醫醫院
- 春田家家青年旅舍
- 海珠北路小學

## 交通
巴士
- 市一醫院站
- 海珠北路站
- 海珠中路站
- 海珠南路站

地鐵
- 广州地铁1号线西門口站
- 广州地铁6号线一德路站

均在鄰近海珠路位置設有出口。